# 雲霧仁左衛門 (1991年のテレビドラマ)
『雲霧仁左衛門』（くもきりにざえもん）は、1991年3月29日にフジテレビ系列の『時代劇スペシャル』で放送された、萬屋錦之介主演のテレビ時代劇。原作は池波正太郎の同名小説。

## 概要
江戸時代・享保年間を舞台に、盗賊・雲霧仁左衛門率いる雲霧一党と長官・安部式部信旨率いる火付盗賊改方の攻防を描いた作品。基本的に1987年にテレビ朝日系列で放送された『傑作時代劇』版がベースとなっている（後半の展開は、『傑作時代劇』版・後編の脚本も手掛けた野上龍雄によるオリジナルである）。なお、同作品は1984年の『時代劇スペシャル 子連れ狼』以来7年ぶりとなる萬屋錦之介の主演作であり、同時に錦之介にとって最後の主演作ともなった。

## キャスト
- 雲霧仁左衛門：萬屋錦之介
- 七化けのお千代：二宮さよ子
- 辻蔵之助：田村高広[1]
- 木鼠の吉五郎：石立鉄男
- お役者小僧六之助：桜木健一
- 富の市：山田吾一
- 黒塚のお松：芹沢直美
- 州走りの熊五郎：赤塚真人
- 山猫の三次：川谷拓三
- 島泊まりの治平：花沢徳衛
- 安部式部：松方弘樹[2]
- 岡田甚之助：綿引勝彦
- 高瀬俵太郎：大橋吾郎
- 松屋吉兵衛：御木本伸介
- 越後屋善右衛門：神山繁[3]
- 櫓の福右衛門：若山富三郎（特別出演）
- 志乃：十朱幸代（友情出演）
- 寺田市之進：平幹二朗（特別出演）

## スタッフ
- 原作：池波正太郎「雲霧仁左衛門」
- 監督：田中徳三
- 脚本：野上龍雄
- 音楽：渡辺俊幸
- 語り：横内正[4]
- 企画：能村庸一（フジテレビ）、深沢道尚（東映）
- プロデューサー：河野雄一（フジテレビ）、清水敬三（東映）
- 監修：市川久夫
- 撮影：羽田辰治
- 美術：塚本隆治
- 照明：岡本洋治
- 録音：田中峯生
- 編集：三宅弘
- 助監督：五大院将貴
- 製作協力：株式会社光芸
- 製作：フジテレビ、東映

## フジテレビ系列以外での放送
1999年頃から、時代劇専門チャンネルで不定期に放送されている。2014年10月には、同チャンネルの『池波正太郎劇場』枠で放送された。